# Tanycyt
De tanycyt (ependymocytus columnaris) is een tot het ependym behorend celtype. 
De sterk prismavormige tanycyten dragen apicaal microvilli, vaak ook een trilhaar en lopen basaal lang uit, dat zich bij de lagere dieren tot aan de membrana limitans gliae externae (buitenste gliagrensmembraan) uitstrekken kan.
De tanycyten zijn apicaal door zonulae occludentes met elkaar verbonden. Vele circumventriculaire organen worden door tanycyten gekenmerkt, bijvoorbeeld het organum subcommissurale aan de bovenkant van de derde ventrikel en de eminentia mediana aan de basis van de hypothalamus.